# حقل غاز تونا
حقل غاز تونا هو أكبر حقل مكتشف للغاز الطبيعي في تركيا، وقد اكتشف حقل تونا على بعد 100 ميل بحري شمال الساحل التركي في البحر الأسود حيث جرت عمليات التنقيب (الكشف عن الغاز)، وتشير التقديرات إلى أن ما يحتويه الحقل من غاز طبيعي يصل إلى 320 مليار متر مكعب.

## التنقيب عن الحقل
في يوليو 2020م بدأت سفينة «فاتح» مهمتها في منطقة تونا-1 في البحر الأسود للتنقيب عن حقول الغاز، وفي 21 أغسطس عام 2020م (أي بعد شهر واحد من بدء البحث عن حقول الغاز في البحر الأسود) أعلن الرئيس التركي رجب طيب أردوغان عن اكتشاف بئر تونا وصرح أن عمليات التنقيب تمت بالكامل بإمكانات وطنية.

## العوائد المتوقعة من حقل تونا
تعد تركيا أحد أكبر المستهلكين للطاقة حيث أنها تنفق حوالي 40 مليار دولار سنوياً على مصادر الطاقة من غاز وبترول، ولكن بعد اكتشاف حقل تونا ستصبح تركيا دولة مصدرة للغاز الطبيعي وهذا ما سيقلل من العجز في الميزانية التركية وكذلك سيقلل الطلب على العملات الأجنبية مما سيحافظ على استقرار الليرة التركية، وسيزيد هذا الاكتشاف من الاستثمارات الأجنبية ومن فرص العمل في قطاع الطاقة، وقد يؤدي هذا الاكتشاف إلى تخفيض فواتير الكهرباء مما سيقلل من التكاليف المعيشية على السكان، وسيتيح كذلك للحكومة زيادة مواردها المالية مما سيجعلها قادرة على تقديم خدمات أفضل للمواطنين.